# 布里萨克-卢瓦尔-欧邦斯
布里萨克-卢瓦尔-欧邦斯（法語：Brissac Loire Aubance，法語發音：[bʁisak lwaʁ obɑ̃s] ⓘ）是法国曼恩-卢瓦尔省的一个市镇，属于昂热区。

## 地名
该市镇得名于其前身及主体布里萨克-坎塞以及卢瓦尔河、欧邦斯河两条河流。

## 历史
布里萨克-卢瓦尔-欧邦斯成立于2016年12月15日，由以下10个市镇合并而来：
- 莱萨勒（Les Alleuds）
- 布里萨克-坎塞（Brissac-Quincé）
- 欧邦斯河畔沙尔塞圣埃利耶（Charcé-Saint-Ellier-sur-Aubance）
- 舍姆利耶（Chemellier）
- 库蒂尔（Coutures）
- 吕涅
- 圣雷米拉瓦雷讷（Saint-Rémy-la-Varenne）
- 卢瓦尔河畔圣萨蒂南（Saint-Saturnin-sur-Loire）
- 索尔热洛皮塔勒（Saulgé-l'Hôpital）
- 沃克雷蒂安（Vauchrétien）

其中布里萨克-坎塞为政府驻地。

## 地理
布里萨克-卢瓦尔-欧邦斯（47°21'21"N, 0°26'52"W）面积120.89 平方千米，位于法国卢瓦尔河地区大区曼恩-卢瓦尔省，该省份为法国西部内陆省份，大致对应安茹地区，北起顺时针与马耶讷省、萨尔特省、安德尔-卢瓦尔省、维埃纳省、德塞夫勒省、旺代省、大西洋卢瓦尔省和伊勒-维莱讷省接壤。

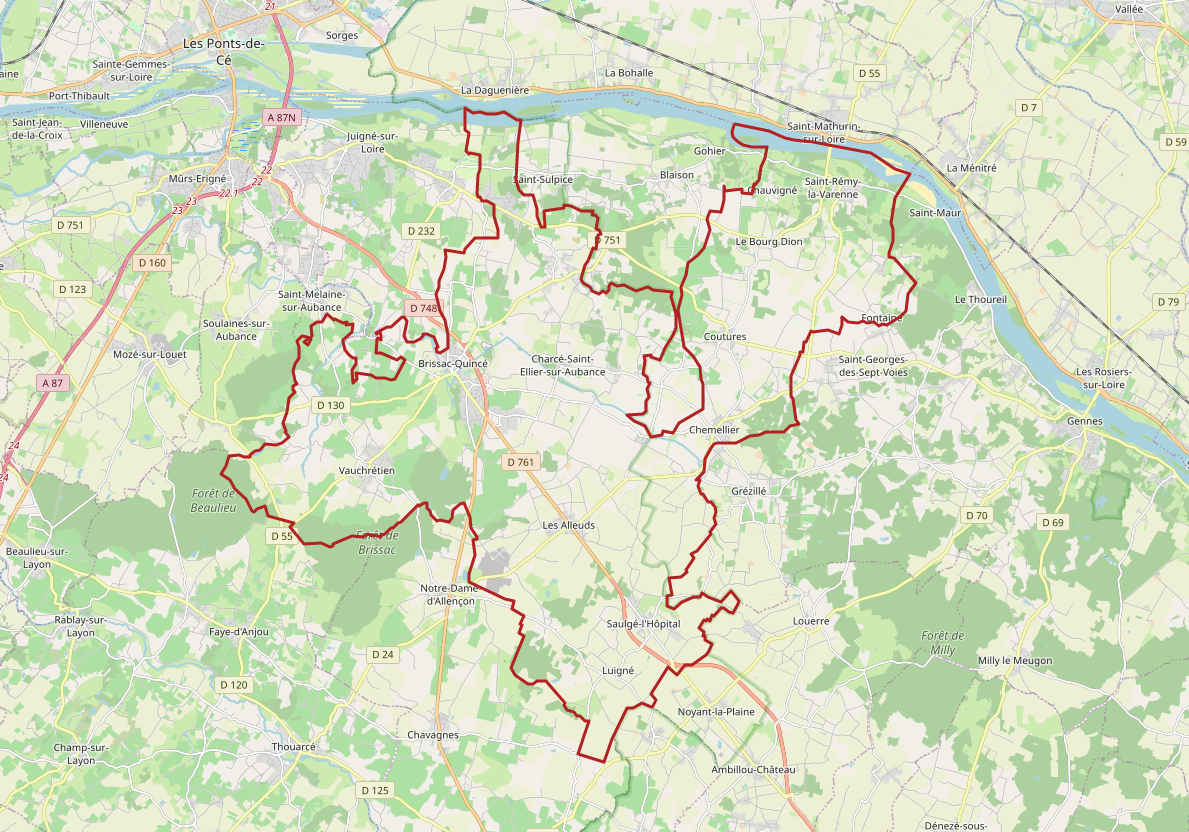
布里萨克-卢瓦尔-欧邦斯的OSM定位图

与布里萨克-卢瓦尔-欧邦斯接壤的市镇（或旧市镇、城区）包括：欧邦斯河畔圣默莱纳、卢瓦尔河畔莱加雷讷、布莱松-圣叙尔皮斯、卢瓦尔-欧蒂永、热讷-瓦勒德卢瓦尔、蒂法兰、安茹地区杜埃、泰朗茹、贝勒维涅昂莱永、欧邦斯河畔苏莱讷。
布里萨克-卢瓦尔-欧邦斯的时区为UTC+01:00、UTC+02:00（夏令时）。

## 行政
布里萨克-卢瓦尔-欧邦斯的邮政编码为，INSEE市镇编码为49050。

## 政治
布里萨克-卢瓦尔-欧邦斯所属的省级选区为安茹地区杜埃县、莱蓬德塞县，现任市长为西尔维·苏里索（Sylvie Sourisseau）女士。

## 人口
布里萨克-卢瓦尔-欧邦斯于2022年1月1日时的人口数量为11000人。